# Podonomus decarthrus
Podonomus decarthrus är en tvåvingeart som beskrevs av Edwards 1931. Podonomus decarthrus ingår i släktet Podonomus och familjen fjädermyggor. Inga underarter finns listade i Catalogue of Life.